# مجزرة كبي 2021
مجزرة كبي 2021 في 3 يونيو 2021 هاجمت مجموعة مسلحة ثماني قرى في ولاية كبي شمال غرب نيجيريا، مما أسفر عن مقتل 88 شخصًا. بدأ الهجوم في الساعة الثالثة بعد الظهر. هاجم قطاع الطرق الذين ركبوا دراجات نارية قرى كورو وكيمبي وجايا وديمي وزوتو ورافين جورا وإيجينجي. كما سرق المسلحون من ولايتي النيجر وزامفارا المجاورتين الماشية وأتلفوا المحاصيل.